# Lonicera codonantha
Lonicera codonantha är en kaprifolväxtart som beskrevs av Alfred Rehder. Lonicera codonantha ingår i släktet tryar, och familjen kaprifolväxter. Inga underarter finns listade i Catalogue of Life.